# Lãnh thổ Bắc Úc
Lãnh thổ Bắc Úc (Northern Territory, viết tắt NT) là một vùng lãnh thổ liên bang của Úc, bao phủ phần lớn vùng trung tâm lục địa Úc cũng như các khu vực phía bắc. Tuy có diện tích hơn 1.349.129 kilômét vuông (520.902 dặm vuông Anh), lớn thứ 3 Úc, dân cư trong vùng lãnh thổ rất thưa thớt. Với dân số 245.869 (2019), đây là vùng có dân số thấp nhất Úc, chưa bằng một nửa Tasmania.

## Vị trí địa lý
- Phía đông giáp bang Queensland
- Phía tây giáp bang Tây Úc
- Phía nam giáp bang Nam Úc
- Phía bắc giáp biển Timor, biển Arafura và vịnh Carpentaria

## Lịch sử
Lịch sử Lãnh thổ Bắc Úc bắt đầu từ hơn 40.000 trước, khi những người thổ dân đến đây. Họ đã tiếp xúc với người Makassar để trao đổi mua bán hải sâm từ ít nhất thế kỷ 18. Người châu Âu trông thấy bờ biển lãnh thổ Bắc Úc lần đầu tiên vào thế kỷ 17. Sau đó, người Anh đã cố gắng tìm cách định cư tại vùng duyên hải này. Sau ba lần thất bại (1824–1828, 1838–1849, và 1864–66), họ đã thành công năm 1869 khi thành lập nên Darwin. Ngày nay, nền kinh tế chủ yếu dựa vào du lịch, đặc biệt là nhờ vườn quốc gia Kakadu ở Top End và vườn quốc gia Uluru-Kata Tjuta ở trung Úc, và khai mỏ.
Thủ phủ và thành phố lớn nhất là Darwin. Dân cư không tập trung ở vùng duyên hải mà rải rác dọc theo xa lộ Stuart. Những điểm dân cư lớn khác ngoài Darwin là Palmerston, Alice Springs, Katherine, Nhulunbuy, và Tennant Creek.